# Saint-Rémy-Boscrocourt
Pour les articles homonymes, voir Saint-Rémy.
Saint-Rémy-Boscrocourt est une commune française située dans le département de la Seine-Maritime en région Normandie.

## Géographie

### Description
À environ 5 km par la route, au sud du Tréport, Saint-Rémy-Boscrocourt est située sur la route départementale 925 (RD 925).
Boscrocourt, Heudelimont et Godelmesnil sont les hameaux du village.

### Communes limitrophes
| Flocques                 | Étalondes              | Eu                  |
| Criel-sur-Mer            | Saint-Rémy-Boscrocourt | Saint-Pierre-en-Val |
| Saint-Martin-le-Gaillard |                        | Baromesnil          |

### Hydrographie
La commune est située dans le bassin Seine-Normandie. Elle est drainée par le fossé de la Cavée du Tost,.

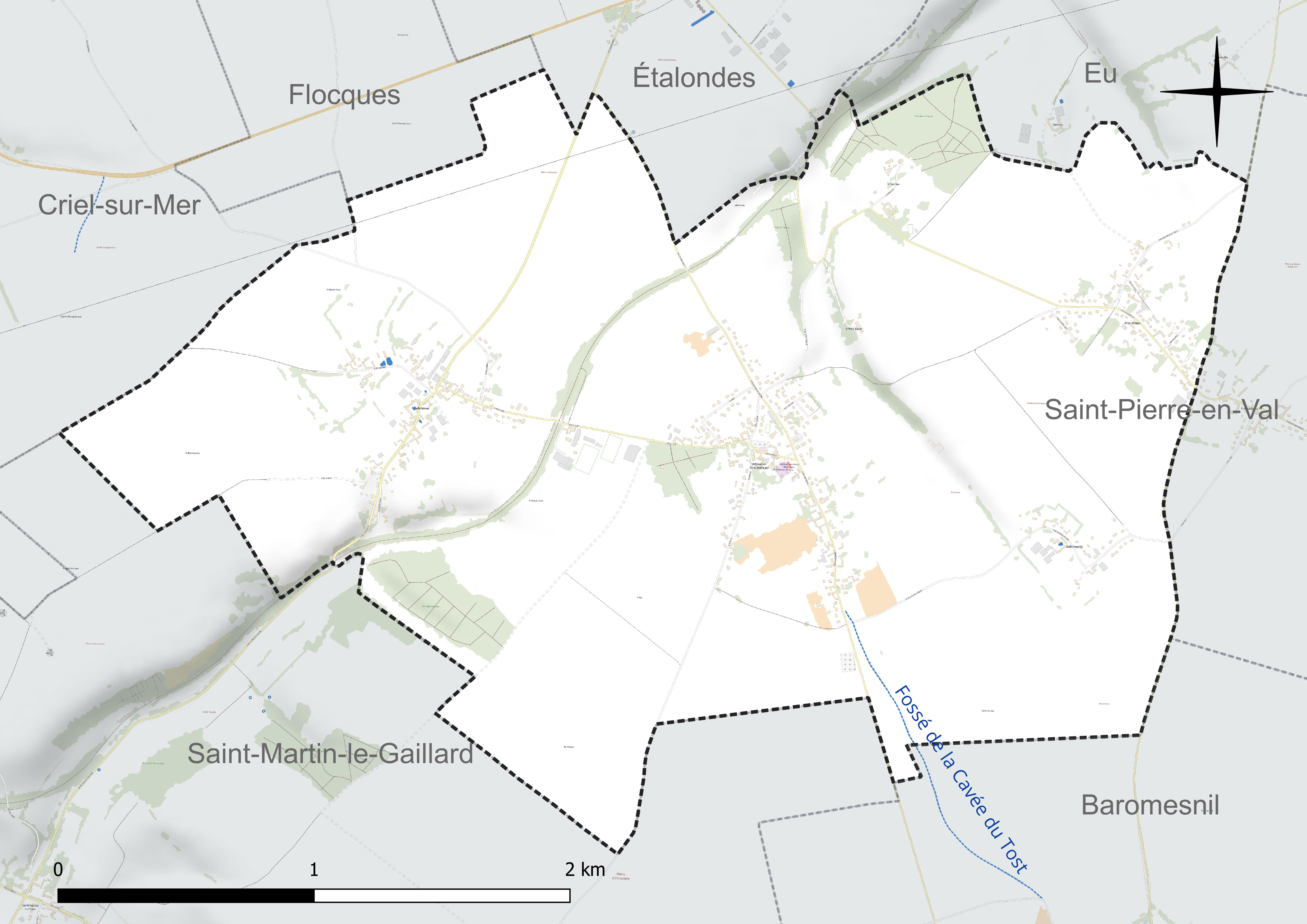
Réseau hydrographique de Saint-Rémy-Boscrocourt.

### Climat
Pour des articles plus généraux, voir Climat de la Normandie et Climat de la Seine-Maritime.
En 2010, le climat de la commune est de type climat océanique franc, selon une étude du CNRS s'appuyant sur une série de données couvrant la période 1971-2000. En 2020, Météo-France publie une typologie des climats de la France métropolitaine dans laquelle la commune est exposée à un climat océanique et est dans la région climatique Côtes de la Manche orientale, caractérisée par un faible ensoleillement (1 550 h/an) ; forte humidité de l’air (plus de 20 h/jour avec humidité relative > 80 % en hiver), vents forts fréquents. Parallèlement le GIEC normand, un groupe régional d’experts sur le climat, différencie quant à lui, dans une étude de 2020, trois grands types de climats pour la région Normandie, nuancés à une échelle plus fine par les facteurs géographiques locaux. La commune est, selon ce zonage, exposée à un « climat maritime », correspondant au Pays de Caux, frais, humide et pluvieux, légèrement plus frais que dans le Cotentin.
Pour la période 1971-2000, la température annuelle moyenne est de 10,4 °C, avec une amplitude thermique annuelle de 12,8 °C. Le cumul annuel moyen de précipitations est de 854 mm, avec 13,4 jours de précipitations en janvier et 8,7 jours en juillet. Pour la période 1991-2020, la température moyenne annuelle observée sur la station météorologique la plus proche, située sur la commune de Cayeux-sur-Mer à 20 km à vol d'oiseau, est de 11,4 °C et le cumul annuel moyen de précipitations est de 761,1 mm,. Pour l'avenir, les paramètres climatiques de la commune estimés pour 2050 selon différents scénarios d’émission de gaz à effet de serre sont consultables sur un site dédié publié par Météo-France en novembre 2022.

## Urbanisme

### Typologie
Au 1er janvier 2024, Saint-Rémy-Boscrocourt est catégorisée commune rurale à habitat dispersé, selon la nouvelle grille communale de densité à sept niveaux définie par l'Insee en 2022.
Elle est située hors unité urbaine. Par ailleurs la commune fait partie de l'aire d'attraction d'Eu, dont elle est une commune de la couronne,. Cette aire, qui regroupe 26 communes, est catégorisée dans les aires de moins de 50 000 habitants,.

### Occupation des sols
L'occupation des sols de la commune, telle qu'elle ressort de la base de données européenne d’occupation biophysique des sols Corine Land Cover (CLC), est marquée par l'importance des territoires agricoles (86,2 % en 2018), une proportion sensiblement équivalente à celle de 1990 (86,7 %). La répartition détaillée en 2018 est la suivante : 
terres arables (70,2 %), prairies (16 %), zones urbanisées (8,7 %), forêts (5,2 %). L'évolution de l’occupation des sols de la commune et de ses infrastructures peut être observée sur les différentes représentations cartographiques du territoire : la carte de Cassini (XVIIIe siècle), la carte d'état-major (1820-1866) et les cartes ou photos aériennes de l'IGN pour la période actuelle (1950 à aujourd'hui).

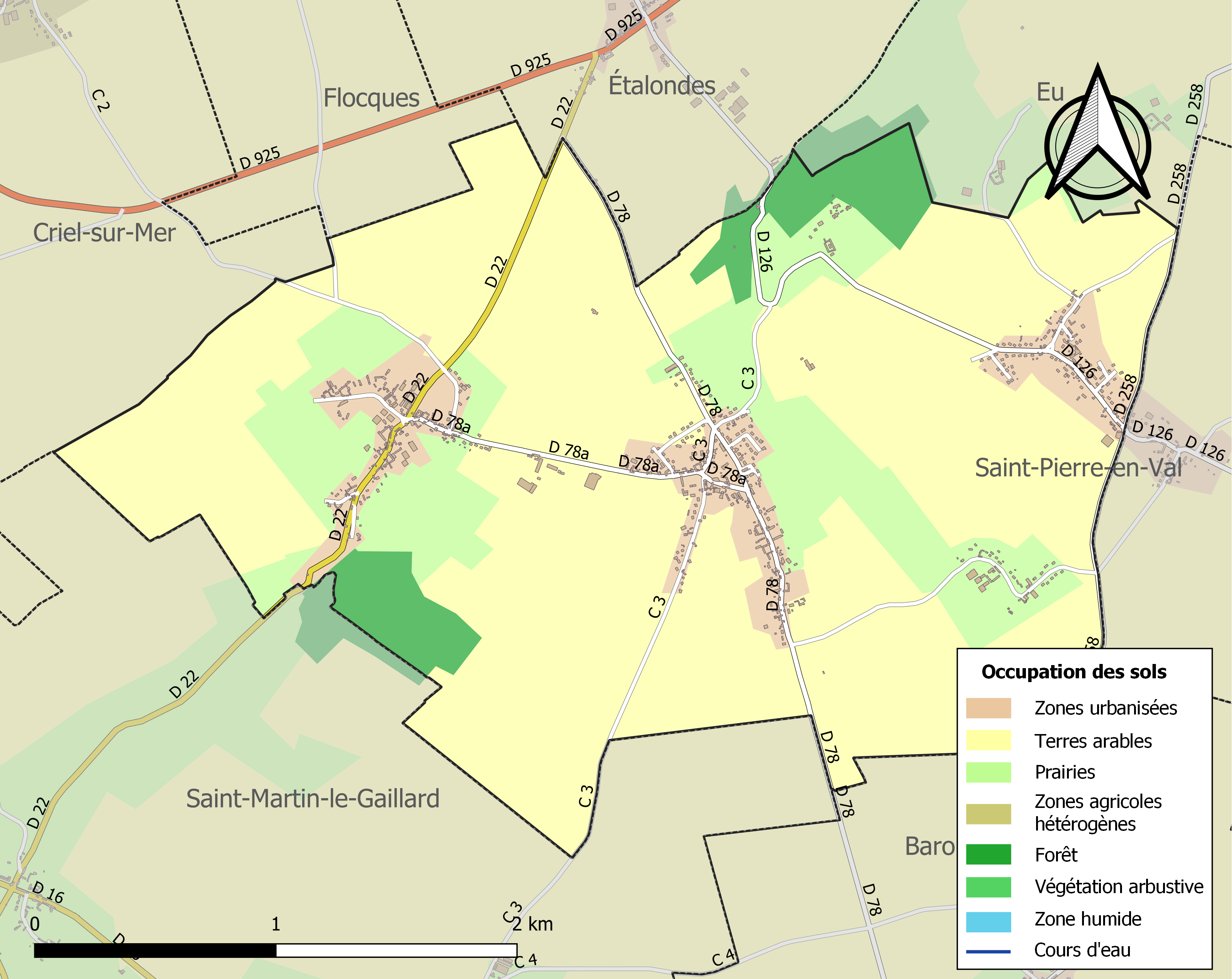
Carte des infrastructures et de l'occupation des sols de la commune en 2018 (CLC).

### Habitat et logement
En 2019, le nombre total de logements dans la commune était de 374, alors qu'il était de 354 en 2014 et de 325 en 2009.
Parmi ces logements, 86 % étaient des résidences principales, 4 % des résidences secondaires et 10,1 % des logements vacants. Ces logements étaient pour 98 % d'entre eux des maisons individuelles et pour 1,5 % des appartements.
Le tableau ci-dessous présente la typologie des logements à Saint-Rémy-Boscrocourt en 2019 en comparaison avec celle de la Seine-Maritime et de la France entière. Une caractéristique marquante du parc de logements est ainsi une proportion de résidences secondaires et logements occasionnels (4 %) supérieure à celle du département (4 %) mais inférieure à celle de la France entière (9,7 %). Concernant le statut d'occupation de ces logements, 86 % des habitants de la commune sont propriétaires de leur logement (82 % en 2014), contre 53 % pour la Seine-Maritime et 57,5 pour la France entière.
| Typologie                                               | Saint-Rémy-Boscrocourt | Seine-Maritime | France entière |
| ------------------------------------------------------- | ---------------------- | -------------- | -------------- |
| Résidences principales (en %)                           | 86                     | 87,8           | 82,1           |
| Résidences secondaires et logements occasionnels (en %) | 4                      | 4              | 9,7            |
| Logements vacants (en %)                                | 10,1                   | 8,2            | 8,2            |

## Toponymie
En 1823, Saint-Rémy-en-Campagne et Boscrocourt sont réunis pour former Saint-Rémy-Boscrocourt.
Saint-Rémy-en-Campagne est attesté sous les formes Ecclesie Sancti Remigii en 1225, Ecclesie Sancti Remigii in Campania vers 1240, Saint Rémy en la Campaigne en 1393, Saint Rémy en Campagne en 1421 et 1422, Saint Rémy in Campania en 1460, Saint Rémy en Champagne en 1616, Saint Rémy en Campagne en 1715.
Boscrocourt est attesté sous les formes Capellam de Bosco Roculfi et parrochiagium hominum de Bosco Roculfi en 1181 et 1189, Boscrocoul en 1458, Bosc Rocoult en 1525 et en 1526, Sainte Marguerite de Bosrocourt entre 1629 et 1639, du Bosrocourt en 1644, Sainte Marguerite de Borocourt entre 1715 et 1766, Boscus Rohoult en 1648, Boscrocourt entre 1704 et 1738.

## Histoire
Les communes de Saint-Rémy-en-Campagne et de Boscrocourt instituées par la Révolution française sont réunies sous le nom de Saint-Rémy-Boscrocourt par ordonnance royale du 14 mai 1823. Des festivités sont organisées par la municipalité en 2023 pour rappeler cette fusion.
Le village est desservi de 1885 à 1938 par une gare sur la ligne de Rouxmesnil à Eu, parfois dénommée ligne de Dieppe au Tréport, facilitant le déplacement des personnes et le transport des marchandises.

## Politique et administration

### Rattachements administratifs et électoraux

#### Rattachements administratifs
La commune se trouve depuis 1926 dans l'arrondissement de Dieppe du département de la Seine-Maritime.
Elle faisait partie depuis 1793 du canton d'Eu. Dans le cadre du redécoupage cantonal de 2014 en France, cette circonscription administrative territoriale a disparu, et le canton n'est plus qu'une circonscription électorale.

#### Rattachements électoraux
Pour les élections départementales, la commune fait partie depuis 2014 d'un nouveau canton d'Eu
Pour l'élection des députés, elle fait partie de la sixième circonscription de la Seine-Maritime.

### Intercommunalité
Saint-Rémy-Boscrocourt était membre de la petite communauté de communes d'Yères et Plateaux, un établissement public de coopération intercommunale (EPCI) à fiscalité propre créé en 2003 et auquel la commune avait transféré un certain nombre de ses compétences, dans les conditions déterminées par le code général des collectivités territoriales.
Dans le cadre des dispositions de la loi portant nouvelle organisation territoriale de la République du 7 août 2015, qui prévoit que les établissements publics de coopération intercommunale (EPCI) à fiscalité propre doivent avoir un minimum de 15 000 habitants, cette intercommunalité est dissoute le 1er janvier 2017 et  Saint-Rémy-Boscrocourt  rejoint alors la communauté de communes des Villes Sœurs dont est désormais membre la commune.

### Liste des maires
| Période                                  | Période                      | Identité       | Étiquette | Qualité |
| ---------------------------------------- | ---------------------------- | -------------- | --------- | --- |
| Les données manquantes sont à compléter. |                              |                |           | |
|                                          |                              | Decléry        |           | |
| avant 1995                               |                              | Pierre Lesage  | DVD       | |
| Les données manquantes sont à compléter. |                              |                |           | |
| mars 2001                                | mai 2020                     | Didier Régnier | PS        | Enseignant au CFA de Ponts-et-Marais Conseiller général puis départemental d'Eu (2013 → 2021) Vice-président de la CC des Villes Sœurs (2014 → 2020) |
| mai 2020                                 | En cours (au 9 janvier 2023) | Martine Douay  |           | |

## Équipements et services publics

### Enseignement
Les communes d'Étalondes et Saint-Rémy-Broscrocourt se sont associées en regroupement pédagogique intercommunal en matière d'enseignement primaire. Pour l'année scolaire 2018-2019, quatre classes sont situées à Étalondes, trois à Saint-Rémy.
L'école publique du village est située dans l'académie de Rouen. Pour l'année scolaire 2017-2018, elle compte 83 élèves.

## Population et société

### Démographie
L'évolution du nombre d'habitants est connue à travers les recensements de la population effectués dans la commune depuis 1793. Pour les communes de moins de 10 000 habitants, une enquête de recensement portant sur toute la population est réalisée tous les cinq ans, les populations de référence des années intermédiaires étant quant à elles estimées par interpolation ou extrapolation. Pour la commune, le premier recensement exhaustif entrant dans le cadre du nouveau dispositif a été réalisé en 2005.

En 2022, la commune comptait 801 habitants, en évolution de −0,25 % par rapport à 2016 (Seine-Maritime : +0,35 %, France hors Mayotte : +2,11 %).
| 1793 | 1800 | 1806 | 1821 | 1831 | 1836 | 1841 | 1846 | 1851 |
| ---- | ---- | ---- | ---- | ---- | ---- | ---- | ---- | ---- |
| 496  | 475  | 525  | 523  | 615  | 676  | 639  | 622  | 616  |

| 1856 | 1861 | 1866 | 1872 | 1876 | 1881 | 1886 | 1891 | 1896 |
| ---- | ---- | ---- | ---- | ---- | ---- | ---- | ---- | ---- |
| 624  | 611  | 563  | 538  | 552  | 544  | 596  | 581  | 540  |

| 1901 | 1906 | 1911 | 1921 | 1926 | 1931 | 1936 | 1946 | 1954 |
| ---- | ---- | ---- | ---- | ---- | ---- | ---- | ---- | ---- |
| 566  | 560  | 534  | 582  | 552  | 584  | 574  | 519  | 565  |

| 1962 | 1968 | 1975 | 1982 | 1990 | 1999 | 2005 | 2006 | 2010 |
| ---- | ---- | ---- | ---- | ---- | ---- | ---- | ---- | ---- |
| 583  | 618  | 641  | 635  | 672  | 694  | 738  | 761  | 770  |

| 2015 | 2020 | 2022 | - | - | - | - | - | - |
| ---- | ---- | ---- | - | - | - | - | - | - |
| 806  | 797  | 801  | - | - | - | - | - | - |

## Culture locale et patrimoine

### Lieux et monuments
- Église Saint-Remi.

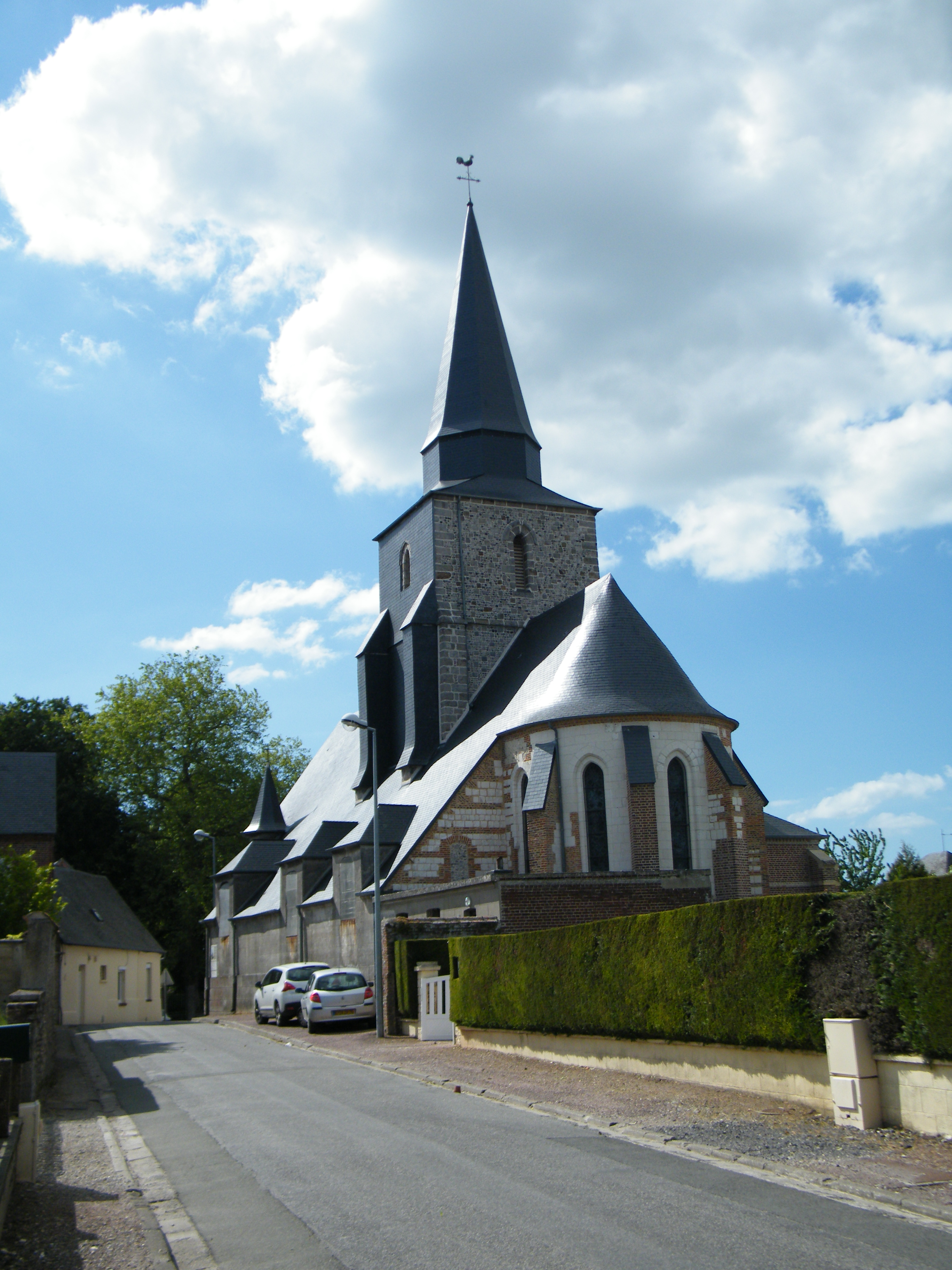
L'église Saint-Remi.
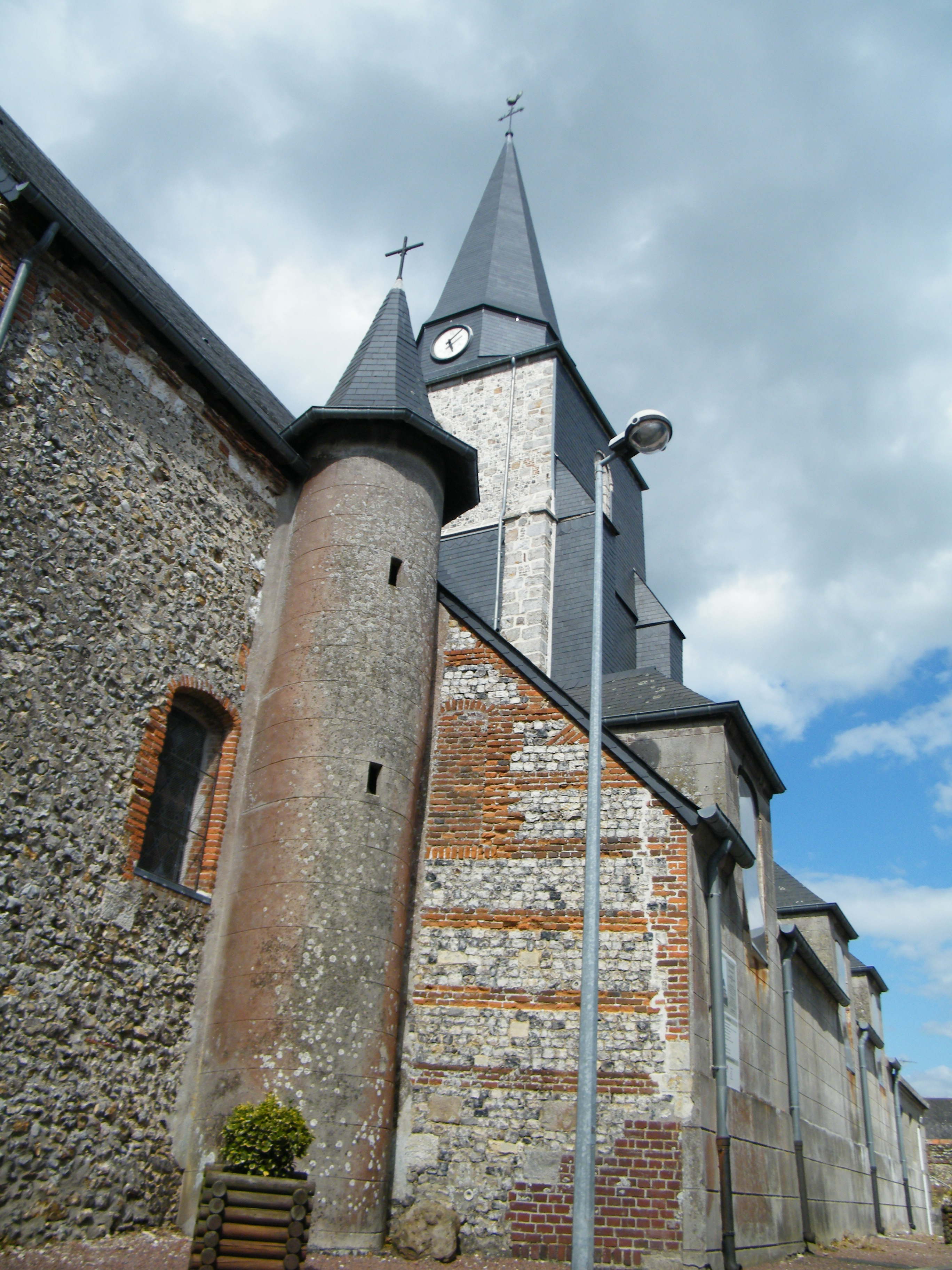
Autre vue de l'église.
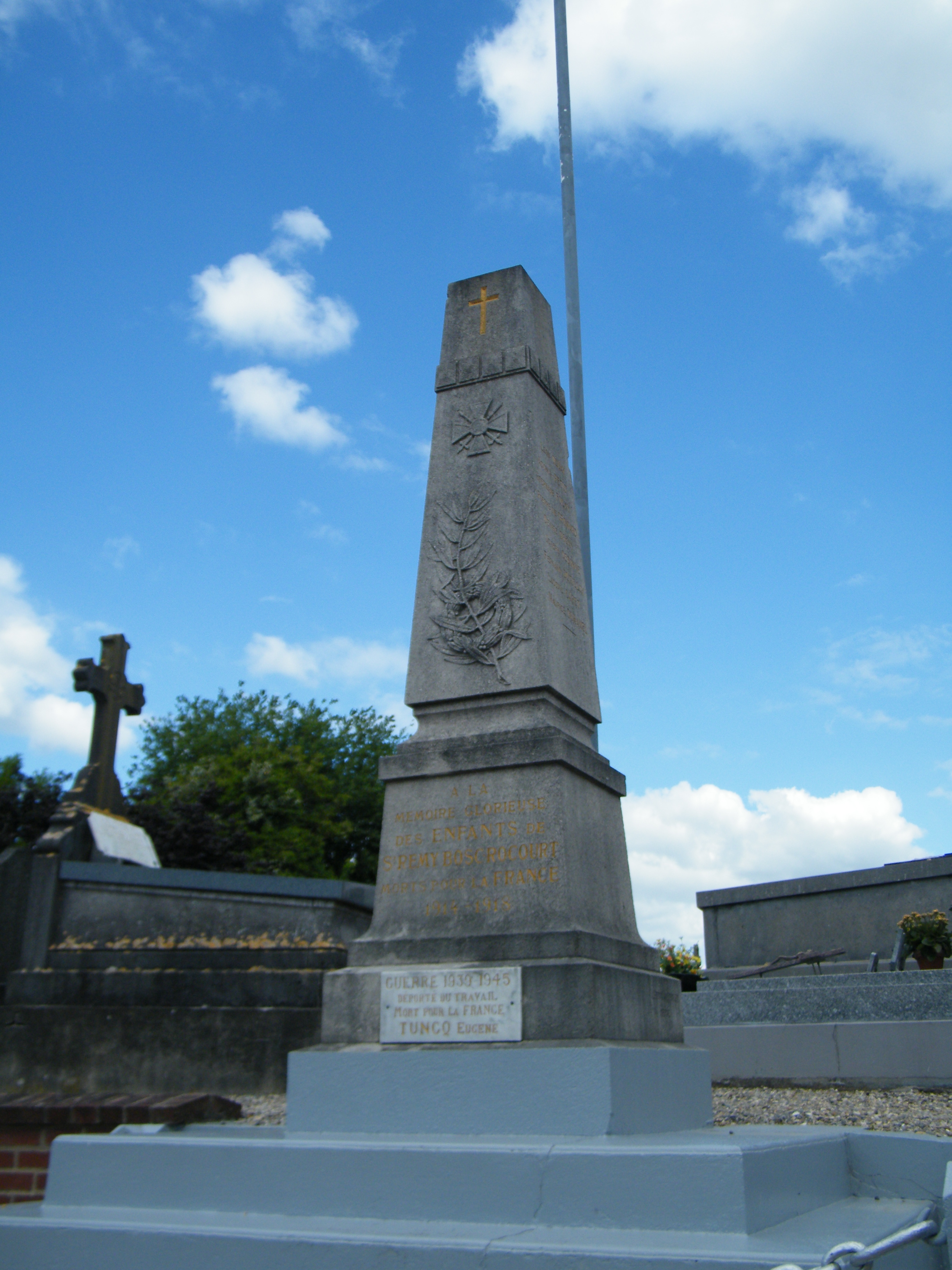
Monument aux morts dans le cimetière.
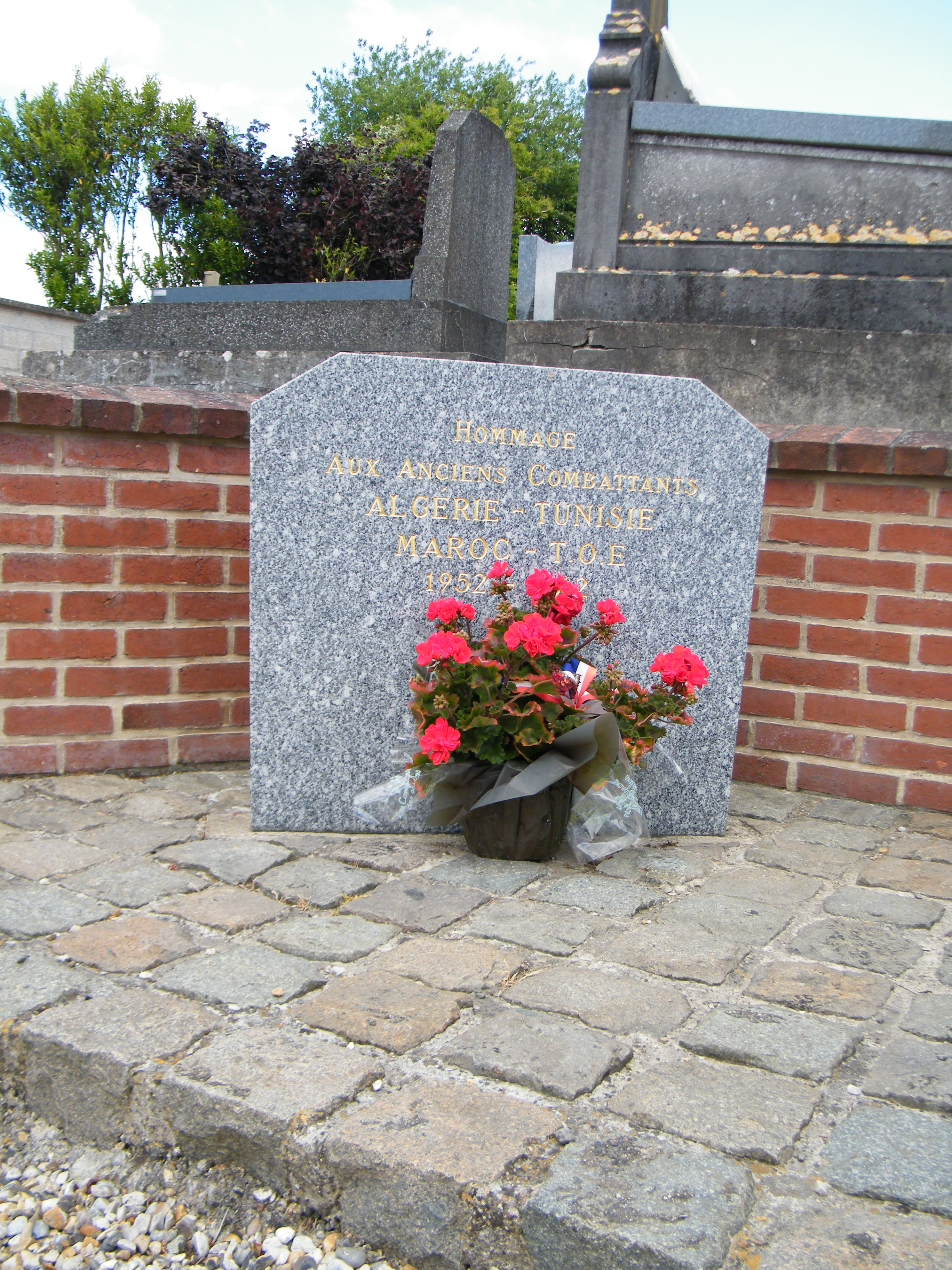
Hommage aux C.A.T.M.

### Héraldique
| Blason de Saint-Rémy-Boscrocourt | Blason  | D'or à la bande de gueules chargée de trois fleurs de lis d'argent. |
| Blason de Saint-Rémy-Boscrocourt | Détails | Utilisation antérieure à 1999.                                      |

## Pour approfondir